# Insulele Kerguelen

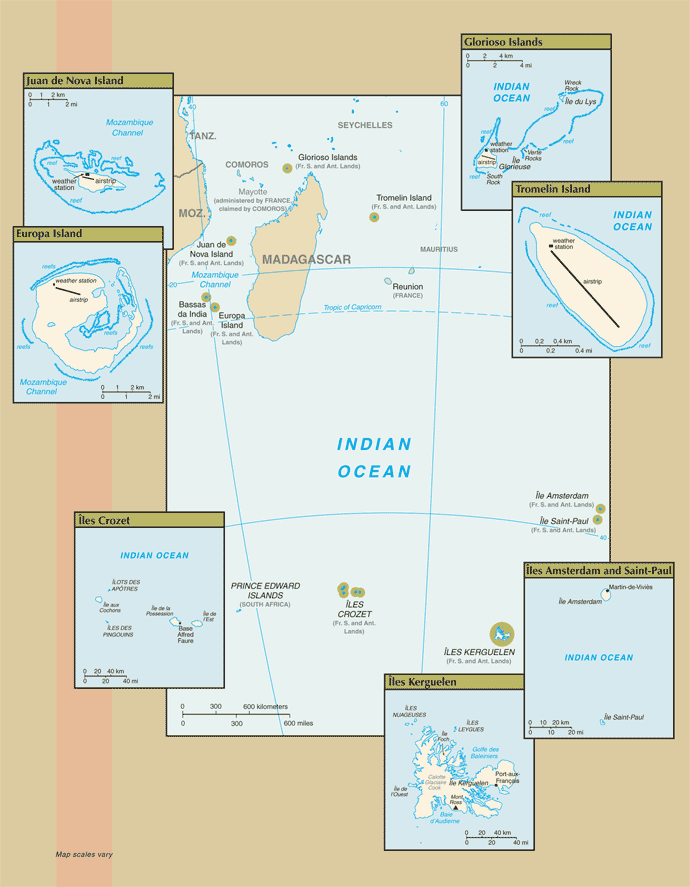
Harta Teritoriilor australe franceze
Insulele Kerguelen sunt situate în sud

Insulele Kerguelen (franceză Îles Kerguelen) sunt un arhipelag ce face parte din Teritoriile australe și antarctice franceze. Este situat între la coordonatele 48°35' și 49°54' latitudine sudică și 68°43' și 70°35' longitudine estică, în sudul Oceanului Indian. Insulele formează un district în cadrul TAAF și se află la aproximativ 3400 km sud de insula Réunion, 2000 km de coastele Antarcticii și  4800 km de Australia.
Arhipelagul, de origine vulcanică, are o suprafață totală de 7215 km², înconjurată de aproximativ 300 insulițe secundare unele situate la doar cîteva sute de metri de aceasta. Insula principală, Grande Terre cunoscută ca și Insula Dezolării, reprezintă 92% din suprafața totală a insulelor și are o lungime de 150 km de la est la vest și de 120 km de la nord la sud cu o altitudine maximă de 1850 m, Muntele Ross, situat în vestul insulei și acoperit de o calotă glaciară. Cele mai importante insule secundare sunt:

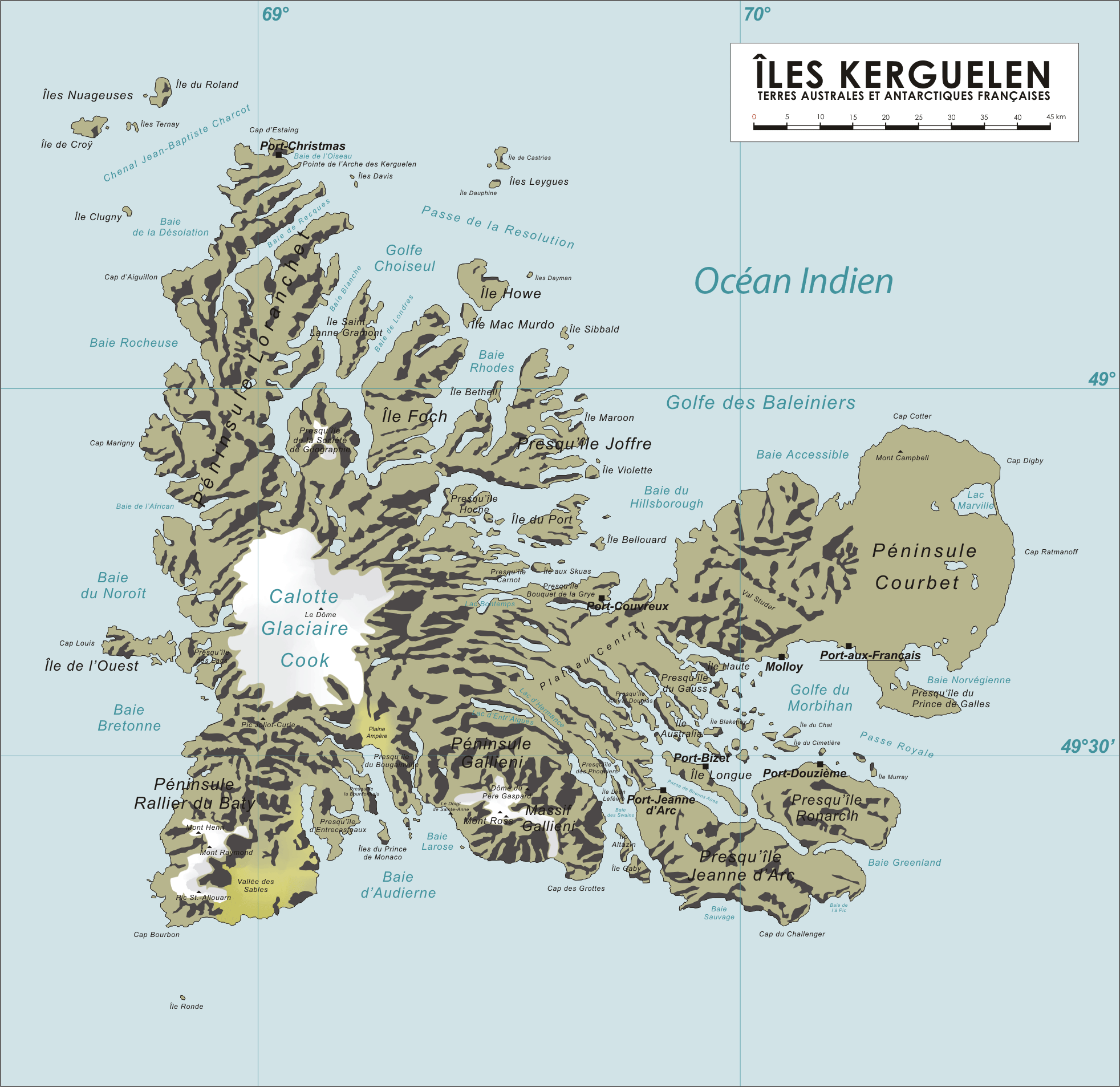
Harta insulei

- île Foch situată în nord, cu o suprafață de 206,2 km²:
- Île Saint-Lanne Gramont, situată to  în nord, cu o suprafață de 45,8 km².
- Île du Port, situată în nord, în Golfe des Baliniers, cu o suprafață de 43,0 km².
- Île de l'Ouest (în vest, aproximativ 40 km²)
- Île Longue (în sud-est, aproximativ 40 km²)
- Îles Nuageuses (nord-vest)
- Île de Castries
- Île Leygues (nord)
- Île Howe (nord)
- Île Violette
- Île aux Rennes (sud-est, suprafață 36,7 km²)

Insula principală este formată in numeroase peninsule, cele mai importante fiind:
| 1. Peninsula Courbet 2. Peninsula Rallier du Baty 3. Peninsula Gallieni 4. Peninsula Loranchet 5. Peninsula Jeanne d'Arc 6. Peninsula Ronarc'h 7. Peninsula de la Société de Géographie 8. Peninsula Joffre 9. Peninsula du Prince de Galles 10. Peninsula du Gauss 11. Peninsula Bouquet de la Grye 12. Peninsula d'Entrecasteaux 13. Peninsula du Bougainville 14. Peninsula Hoche | Peninsulele importante. |

Clima este oceanică, sub-polară, rece cu vânturi foarte puternice. Temperaturile medii lunare maxime nu depășesc 10 °C dar nici nu scad sub 0 °C în lunile cele mai reci iar temperatura medie anuală este de 4,5 °C. În estul insulei, unde este situată baza de cercetare Port aux Francais, precipitațiile sunt în jur de 800mm/an, dar în partea opusă a insulei, precipitațiile sunt de trei ori mai puternice. Precipitațiile sunt uneori sub formă de ninsoare, dar sunt deseori urmate de ploaie. Altitudinile mai importante sunt acoperite de ghețari, care înregistrează un recul vizibil în ultimii ani.
Fauna este tipică regiunilor sub-antarctice, insulele fiind populate de foci, lei de mare  și numeroase specii de păsări: pinguini, albatroși, cormorani, pescăruși. În anumite perioade ale anului, prin apele din largul insulelor pot fi observate balene ucigașe precum și alte cetacee. Pe insule au fost însă introduse în secolele trecute numeroase specii străine, cum ar fi iepurii, șobolanii, pisici sălbăticite și inclusiv reni. Pentru nevoile bazelor instalate pe insulă, există și o crescătorie de oi, cu aproximativ 3500 exemplare, izolate pe una dintre insulele arhipelagului. Vegetația este în principal foarte scundă, ierboasă, iar pe măsură ce crește altitudinea, solul mineral nu mai permite creșterea vegetației. Nu există arbori pe insulă dar în unele sedimente au fost identificate trunchiuri fosilizate dovadă al unui trecut climateric diferit.

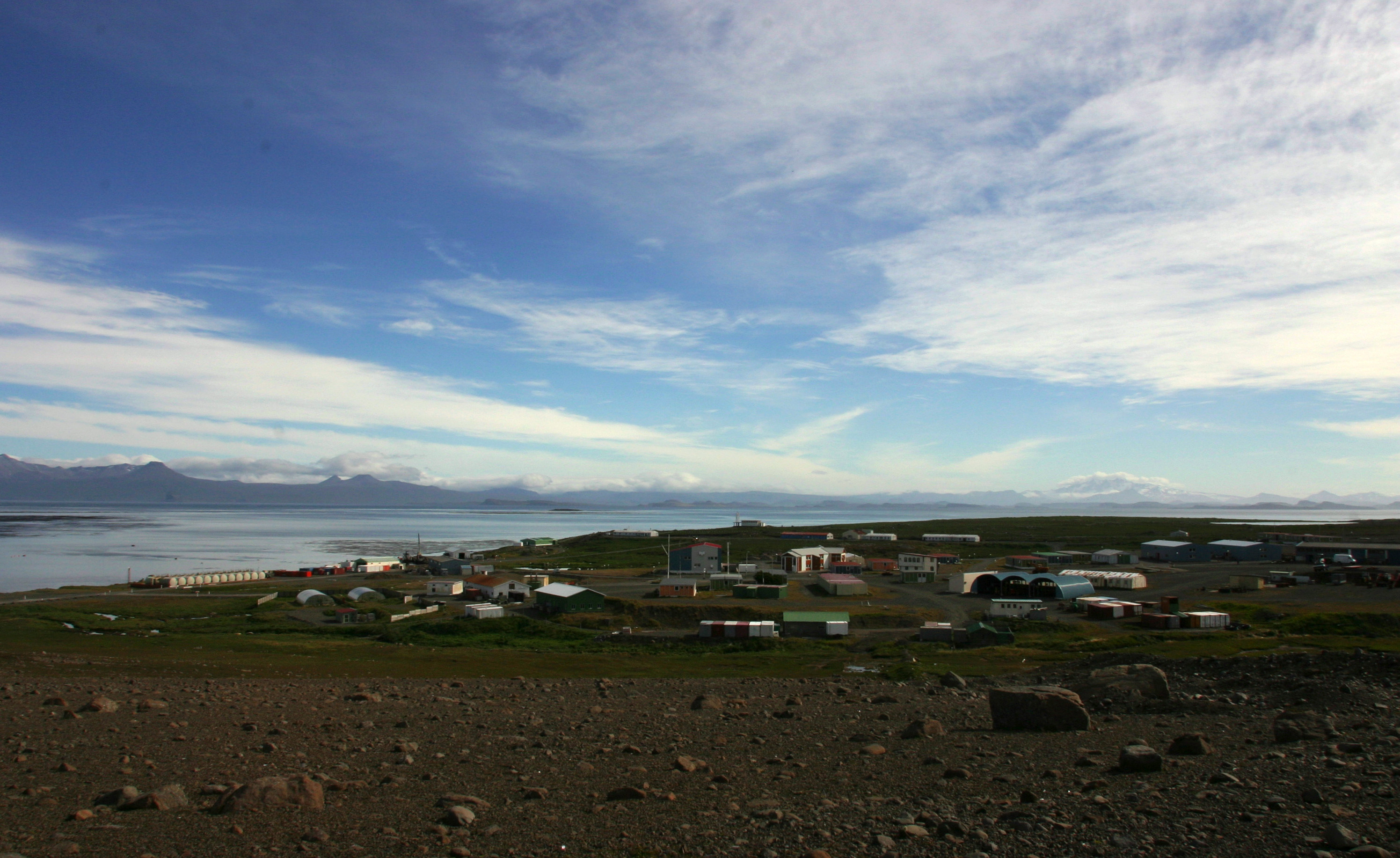
Port aux Français

Insulele au fost descoperite de expediția exploratorului francez Yves Joseph de Kerguelen de Trémarec în 1772, și au fost recunoscute de către expediția lui James Cook în 1776. Insulele au fost folosite ca bază de re-alimentare de către vapoarele vânătorilor de foci și de elefanți de mare din secolul XVIII până la începutul secolului XX. În 1893 o expediție ia în posesie insulele în numele Franței și guvernul oferă fraților Henry de René-Émile Bossière concesiunea de exploatare a insulelor pentru 50 de ani. Aceștia au explorat în detaliu insula, coastele ei și golfurile. În 1924 insulele au fost atașate administrativ de colonia Madagascar iar din 1955 acestea fac parte din Teritoriile australe și antarctice franceze.
Baza permanentă de cercetări Port aux français a fost înființată în 1950 iar principalele activități științifice sunt meteorologia, geologia vulcanologia biologia vegetală și animală și oceanografia. Din 1992 Centru Național Francez de Studii Spațiale a instalat o bază de urmărire a sateliților. De asemenea baza principală are și rol de suport logistic pentru diverse baze științifice antarctice, având un spital și alte facilități. Personalul insulei variează între 80 și 120 de cercetători, în funcție de perioada anului plus câteva zeci de ingineri ai centrului ce cercetări spațiale. În plus, insula are o Zonă Economică Exclusivă de 563 869 km², prefectul TAAF fiind responsabil cu acordarea drepturilor de pescuit în aceste ape teritoriale.